# Strozzi
Os Strozzi eram uma mais antigas e importantes famílias patrícias da cidade de Florença, apenas ultrapassada em poder pelos Medici. A notoriedade da família remonta ao século XIII, tendo ao longo dos séculos seguintes desempenhado um papel determinante em muitos dos acontecimentos da Toscânia. Entre os seus membros contam-se diversas personagens importantes no mundo da política, das artes e da economia.

## Origem e desenvolvimento
A partir do século XIII a família foi progressivamente adquirindo riqueza, essencialmente através dos negócios bancários, consolidando-se no século XIV e passando a ter um papel de crescente importância nos negócios públicos de Florença.
Através de sucessivas alianças e rivalidades com os Medici, a outra poderosa família da cidade, os Strozzi ganharam grande notoriedade, liderando durante o século XVI a oposição ao crescente poder daqueles. Essa situação custou a diversos membros da família o banimento e o assassinato. Alguns aliaram-se aos franceses nas lutas do Piemonte e Toscânia, acabando por assumir grande relevo em França, com destaque para Piero Strozzi, que foi marechal de França e seu filho Filippo Strozzi, que comandou a guarda real francesa e foi coronel general do exército de França (isto é comandou o exército francês). 
Nos séculos XV e XVI os Strozzi interessaram-se sobremaneira pelas artes, sendo dos maiores e mais ricos mecenas de Florença, para além de alguns dos seus membros terem sido notáveis poetas, escritores e pintores.
Através de casamentos e alianças sucessivas, os Strozzi adquiriram, entre outros, os títulos de príncipe de Forano e duque de Bagnolo.
O Palazzo Strozzi, que até 1907 pertenceu à família, foi deixado em legado ao estado italiano, sendo um dos mais notáveis edifícios de Florença.

## Membros notáveis da família
Entre os membros mais notáveis da família Strozzi contam-se:
- Tommaso Strozzi, líder dos ciompi (trabalhadores têxteis) durante o Levantamento dos Ciompi de 1378.
- Palla Strozzi (* 1372, † 8 de Maio de 1462), político e humanista que fomentou o estudo dos clássicos gregos em Florença e Pádua. Estudou com Manuel Chrysolaras (1355-1415) e fundou, no convento da Santa Trinità, a primeira biblioteca pública de Florença, e uma das primeiras do mundo ocidental.
- Zanobi Strozzi, aprendiz de Fra Angelico (1395-1455).

- Matteo Strozzi, casado com Alessandra Macinghi (1406-1471), uma escritora conhecida. Na sua juventude teve como preceptor Tommaso Parentucelli, mais tarde eleito Papa com o nome de Nicolau V.

1. Filippo Strozzi, o Velho (1428-1491), 
  1. Filippo Strozzi, o Jovem (1488-1538) ∞ Clara de' Medici (* 1493, † 3 de Maio de 1528), uma irmã de Lorenzo II. de Medici.
    1. Piero Strozzi (1510-1558) ∞ 1539 Laudomia de Medici, irmã de Lorenzino de Medici.
      1. Filippo Strozzi (1541-1582), militar ao serviço de França, morto na batalha naval de Vila Franca do Campo, nos Açores.

    2. Leone Strozzi (* 1515, † 1554) membro da Ordem de Malta e mais tarde um notável almirante ao serviço da armada francesa. Participou, ao lado dos franceses, na luta contra os Medici, tendo falecido devido a ferimentos que sofreu durante o ataque a Sarlino.
    3. Roberto Strozzi ∞ 1539 Maddalena de Medici († 14 de Abril de 1583, uma irmã de Lorenzino de Medici

- Tito Vespasiano Strozzi (1425-1505), humanista italiano.
- Ercole Strozzi (1473–1508), poeta italiano
- Lorenzo Strozzi (1482-1549), banqueiro italiano
- Clarice Strozzi, nascida Clarice de' Medici, (1493–1528), esposa de Filippo Strozzi, o Jovem.
- Giovan Battista Strozzi, o Velho, (1505-1571), poeta.
- Giovan Battista Strozzi, o Jovem, (1551-1634), escritor italiano.
- Piero Strozzi (1510-1558), condottiero italiano.
- Pietro Strozzi, compositor operático e membro da Camerata Florentina de 1573 até aos finais de década de 1580.
- Bernardo Strozzi, cognominado il Prete Genovese e il Cappuccino (1581-1644), religioso e notável pintor.
- Roberto Strozzi (1512-1566)]], Barão de Collalto
- Lorenzo Strozzi (1513-1571), bispo de Paris.
- Filippo Strozzi (1541-1582), militar florentino, filho de Piero Strozzi (1510-1558)
- Giulio Strozzi (1583-1660), poeta italiano
- Carlo Strozzi (1587-1671), bibliófilo, erudito e senador florentino que construiu uma notável biblioteca e coleccionou um valioso espólio bibliográfico, hoje conhecido pela colecção Carle Strozziane, da qual a maior parte está incorporada nos arquivos públicos da cidade de Florença. Foi autor de uma obra, inédita, intitulada Storietta della città di Firenze, e de uma Storia della casa Barberini, publicada em Roma no ano de 1640.
- Barbara Strozzi (1619-1677), compositora e executante de música barroca.
- Peter Strozzi (1626-1664), conde e marechal-de-campo
- Maria Katharina Strozzi (1633–1714), condessa e fundadora de um município independente até 1850 e que agora faz parte de Viena, era esposa de Peter Strozzi (1626-1664).
- Leone Strozzi (1637-1703), bispo de Florença.
- Papa Clemente XII (1652-1740)

- Faustina Strozzi é uma obra de Jonas Lie publicada no ano de 1875

## Literatura
- C. Guasti: Le Carte Strozziane (Florenz, 1884-1891)